# Enrico Sacchetti
Enrico Sacchetti (Roma, 28 febbraio 1877 – Settignano, 27 dicembre 1967) è stato un pittore, illustratore e scrittore italiano, vincitore del Premio Bagutta nel 1935 con "Vita d'artista".

## Biografia
Nato a Roma da famiglia toscana, figlio di Giuseppe, funzionario statale e pittore per passione, amico di Telemaco Signorini, e di Isolina Cecchini, viene introdotto nell'ambiente artistico della città di Firenze fin da ragazzo. Conclusi gli studi tecnici, seguiti per soddisfare le aspettative lavorative del padre, rientra a Firenze, dove diventa grande amico di Libero Andreotti. Nel 1901 collabora con Vamba, al Bruscolo, per poi intraprendere l'attività di caricaturista con Umberto Notari, che lo porta al successo. Enrico Sacchetti è infatti considerato come uno dei più famosi caricaturisti italiani del novecento.
È amico di Filippo Tommaso Marinetti, di cui illustra la rivista di poesia, e diviene uno dei più famosi illustratori pubblicitari, grazie alla fortunata serie del Bitter Campari e dello sciroppo rinvigorente Proton. Nel 1908 si trasferisce in Argentina, dove a Buenos Aires collabora per El Diario, quotidiano della capitale, ma deluso dall'esperienza sudamericana, rientra in Europa dove, per un breve periodo soggiorna a Parigi.
Dal 1912 inizia a collaborare assiduamente a La Lettura, mensile illustrato del Corriere della Sera, per cui disegna moltissime delle copertine a colori e delle illustrazioni interne in bianco e nero che accompagnavano novelle e romanzi. Il suo stile caratterizzerà visivamente il periodico per circa 25 anni (così come Achille Beltrame e Walter Molino caratterizzano La Domenica del Corriere). Durante la prima guerra mondiale, arruolato nelle file del Regio esercito, collaborò a La Tradotta la famosa rivista della III Armata. Dopo l'armistizio di Cassibile aderirà alla Repubblica Sociale Italiana e all'opera pittorica affiancherà anche una saltuaria collaborazione con il "Corriere" come elzevirista.

## Premi
- Primo premio per la caricatura alla Mostra di arte umoristica Pro Napoli (1907)
- Premio Bagutta (1935)
- Premio delle Nove Muse (1953)

## Onorificenze
Nel 1952 riceve la nomina di accademico d’onore dell’Accademia fiorentina delle arti del disegno.